# Antonio Pulido
Antonio Pulido San Román (Madrid, 1941-21 de octubre de 2019) fue un economista español. Catedrático de econometría en la Facultad de CC. Económicas y Empresariales de la Universidad Autónoma de Madrid. Presidente y fundador de la Asociación Centro de Predicción Económica (CEPREDE) de la Universidad Autónoma de Madrid.

## Biografía
Diplomado en estadística por la Universidad Complutense de Madrid y doctorado en ciencias económicas en 1965.
En 1961 se incorporó como profesor ayudante en la Universidad Complutense de Madrid y tras su breve paso por la Universidad de Valencia, obtuvo la cátedra en la Universidad Autónoma de Madrid, desde la que desarrollaría su carrera docente e investigadora hasta su jubilación. En la Universidad madrileña ocupó diversos cargos de dirección y gestión universitaria, a través de diversos departamentos, y desde el instituto de investigación.
Fue nombrado director general del Centro de Predicción Económica (CEPREDE), presidente de la red Hispalink -un proyecto de modelización regional en la que participan dieciocho universidades españolas-, y director del proyecto Univnova.
También fue consejero del Instituto de Estadística de Castilla-La Mancha.

### Aneca
Fue miembro de la Comisión asesora del programa Academia de la Agencia Nacional de Evaluación de la Calidad y Acreditación (Aneca) y presidente del Comité de Ciencias Sociales y Jurídicas del Programa de Evaluación del Profesorado de la Agencia Nacional de Evaluación de la Calidad y Acreditación.

## Premios
- Premio de economía "Infanta Cristina" de Castilla y León[7] en 2005.[1]

## Obras publicadas
Autor de 34 libros sobre economía, entre los que destacan: 
- Introducción a un análisis econométrico del turismo. Instituto de estudios Turísticos, Cuadernos Monográficos nº 5, 1966
- Estadística y técnicas de investigación social, Gráficas Caduceo / Anaya / Pirámide, 1967
- Tratamiento Econométrico de la Inversión, Aguilar, 1974
- Evolución y Revolución del Marketing, Asociación para el Progreso de la Dirección, 1974
- Planificación empresarial y planificación nacional, APD, 1974
- Econometría y modelos econométricos, UNED, 1977
- El reto de la investigación para la empresa, Forum Universidad Empresa, 1979
- Investigación Innovadora, Forum Universidad Empresa, 1981
- Modelos Econométricos y su utilización, Pirámide, 1983
- Predicción Económica y Empresarial, Pirámide, 1989
- Análisis Input-Output. Modelos, datos y aplicaciones, Pirámide, 1993
- Datos, técnicas y resultados del moderno análisis económico regional, Mundiprensa, 1994
- Economía para entender, Pirámide, 1995
- Empleo, inflación, sector público: lo posible y lo imposible. Colección: Conocer las claves de la economía, Pirámide, 1996
- Los datos económicos: su significado real. Colección: Conocer las claves de la economía, Pirámide, 1996
- Economía y Políticas - Política y Economistas. Colección: Conocer las claves de la economía, Pirámide, 1996
- Comerciar con el mundo: ¿guerra o colaboración?. Colección: Conocer las claves de la economía, Pirámide, 1996
- Política económica de gobiernos y empresas: ¿actuar o sufrir?. Colección: Conocer las claves de la economía, Pirámide, 1996
- Así entramos en la Comunidad Europea, Pirámide, 1997
- El Big Bang económico, Pirámide, 1997
- Claves de la economía mundial y española, Pirámide, 1997
- En el umbral del siglo XXI. Nuevos mercados, nuevas ideas, Pirámide, 1997
- Estadística aplicada para ordenadores personales, Pirámide, 1998
- Una apuesta por el futuro. Predicciones y profecías económicas, Pirámide, 1998
- Guía para entender la economía, Pirámide, 1998
- En busca de la convergencia europea, Pirámide, 1998
- Predicción y simulación aplicada a la economía y gestión de empresas, Pirámide, 1999
- Economía en acción, Pirámide, 2000
- Modelos econométricos, Pirámide, 2001
- Viajes por Econolandia, Pirámide, 2002. Escrito de forma conjunta con Larry Newsletter
- Principios del Desarrollo Económico Sostenible, Fundación Iberdrola, 2004. Escrito en colaboración con Emilio Fontanela
- Momentos estelares de Econolandia, Ecobook, 2006
- Guía para usuarios de PREDICCIONES ECONÓMICAS, Ecobook, 2006
- El Futuro de la Universidad, Delta publicaciones, 2009